# Fáustulo

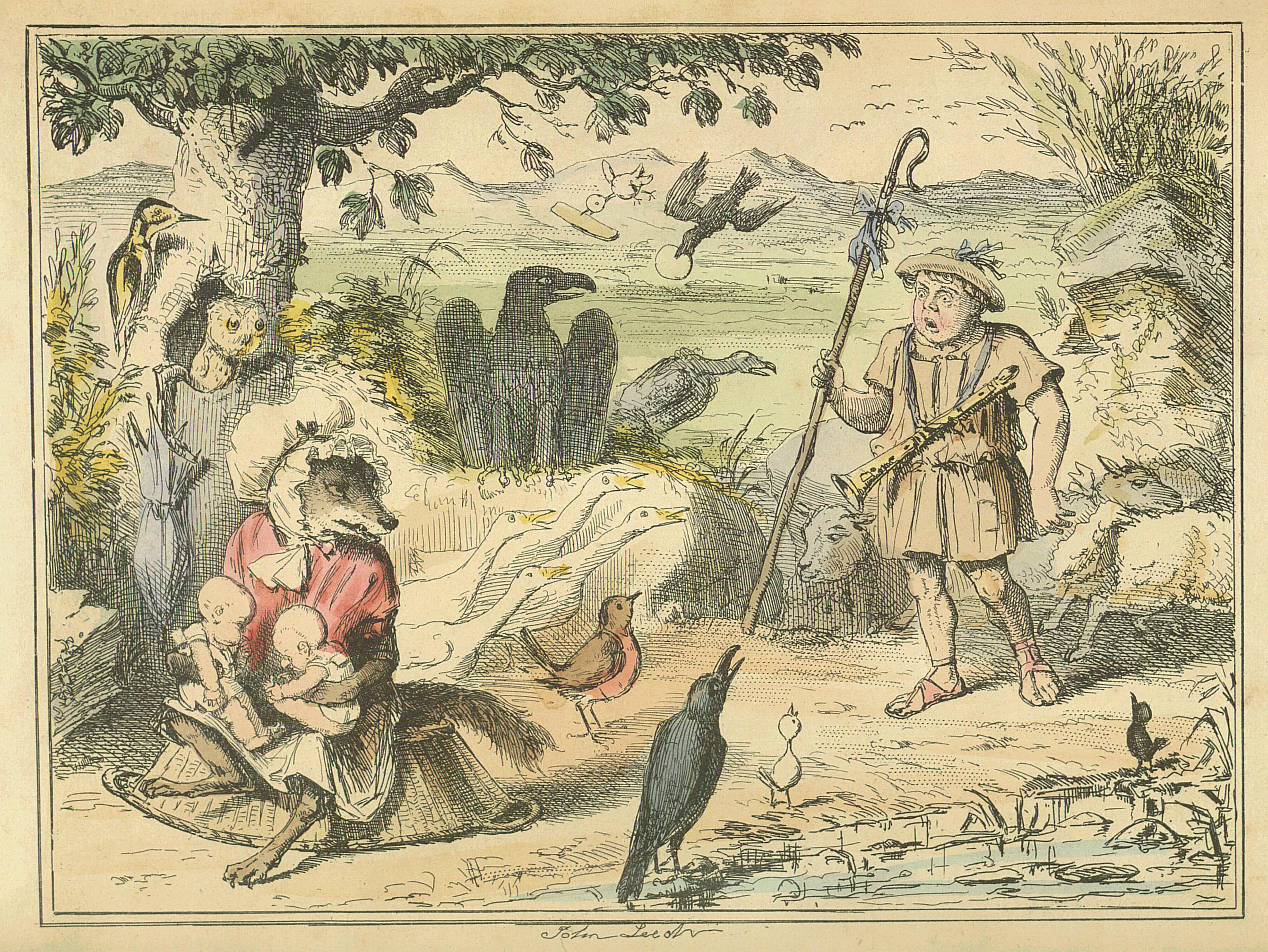
O pastor Fáustulo acha os irmãos Rômulo e Remo sendo amamentados por uma loba.

Segundo a mitologia romana, Fáustulo era um pastor, empregado de Amúlio, o irmão e rival do rei Numitor. Este confiou-lhe seus netos, Rômulo e Remo. Fáustulo, por sua vez, entregou as crianças a Aca Larência.
Numa variante da lenda, o pastor encontrou as crianças amamentadas por uma loba. Quando os gêmeos atingiram a idade adulta, Fáustulo encaminhou-os a Gabi (cidade entre Roma e Prenesta) para receberem educação conveniente à sua classe. Fáustulo foi morto quando tentava impedir  a luta entre Rômulo e Remo. Foi sepultado no local onde mais tarde se constituiria o Fórum Romano. Sobre seu túmulo erigiu-se a estátua de um leão.